# Carex madrensis
Carex madrensis är en halvgräsart som beskrevs av Liberty Hyde Bailey. Carex madrensis ingår i släktet starrar, och familjen halvgräs. Inga underarter finns listade i Catalogue of Life.